# Лейк-Бентон (Міннесота)
Лейк-Бентон (англ. Lake Benton) — місто (англ. city) в США, в окрузі Лінкольн штату Міннесота. Населення — 687 осіб (2020).

## Географія
Лейк-Бентон розташований за координатами 44°15′48″ пн. ш. 96°17′32″ зх. д. / 44.26333° пн. ш. 96.29222° зх. д. (44.263323, -96.292261).  За даними Бюро перепису населення США в 2010 році місто мало площу 11,96 км², з яких 9,79 км² — суходіл та 2,18 км² — водойми.

## Демографія
Згідно з переписом 2010 року, у місті мешкали 683 особи в 338 домогосподарствах у складі 177 родин. Густота населення становила 57 осіб/км².  Було 383 помешкання (32/км²).
Расовий склад населення:
| - 98,7 % — білих - 0,1 % — чорних або афроамериканців |

До двох чи більше рас належало 1,2 %. Частка іспаномовних становила 0,3 % від усіх жителів.
За віковим діапазоном населення розподілялося таким чином: 21,1 % — особи молодші 18 років, 50,8 % — особи у віці 18—64 років, 28,1 % — особи у віці 65 років та старші. Медіана віку мешканця становила 48,8 року. На 100 осіб жіночої статі у місті припадало 95,1 чоловіків;  на 100 жінок у віці від 18 років та старших — 88,5 чоловіків також старших 18 років.
Середній дохід на одне домашнє господарство  становив 47 567 доларів США (медіана — 30 500), а середній дохід на одну сім'ю — 60 080 доларів (медіана — 53 750). Медіана доходів становила 46 964 долари для чоловіків та 31 071 долар для жінок. За межею бідності перебувало 14,0 % осіб, у тому числі 11,9 % дітей у віці до 18 років та 14,0 % осіб у віці 65 років та старших.
Цивільне працевлаштоване населення становило 352 особи. Основні галузі зайнятості: освіта, охорона здоров'я та соціальна допомога — 23,9 %, виробництво — 13,6 %, будівництво — 11,4 %, роздрібна торгівля — 9,7 %.